# Scincella reevesii
Scincella reevesii — вид сцинкоподібних ящірок родини сцинкових (Scincidae). Мешкає в Південно-Східній Азії. Вид названий на честь англійського натураліста Джона Рівза.

## Поширення і екологія
Scincella reevesii мешкають на півдні Китаю, в провінціях Гуансі, Гуандун і Хайнань, в М'янмі, Таїланді, Лаосі, В'єтнамі, Камбоджі і Бангладеш. Вони живуть в тропічних лісах, серед опалого листя. Зустрічаються на висоті від 300 до 1800 м над рівнем моря. Живляться цвіркунами, термітами, личинками жуків і мокрицями. Є яйцеживородними, народжують від 2 до 5 дитинчат.